# كادي أدزوبا
كادي أدزوبا (بالإنجليزية: Caddy Adzuba)‏ (مواليد 1981 في بوكافو) هي محامية وصحفية وناشطة في مجال حقوق المرأة. ينصب تركيزها الأساسي على مكافحة العنف الجنسي في جمهورية الكونغو الديمقراطية.

## حياتها
هي الأكبر من بين ثمانية أشقاء ولدوا في حي بوكافو الثري بجمهورية الكونغو الديمقراطية. تخرجت في القانون من جامعة بوكافو عام 2005.
وفقًا لشبكة IFEX، وهي مجموعة من المنظمات التي تدافع عن حرية التعبير في جميع أنحاء العالم، قررت كادي العمل من أجل تعزيز حقوق الإنسان عندما اندلعت الحرب في بلدها عندما كانت تبلغ من العمر 16 عامًا. بعدانفصالها عن عائلتها ومشاهدتها المعاناة الإنسانية، «قررت أن تفعل شيئًا من أجل حقوق الإنسان». 
ساعدت في تأسيس شبكة Un Altavoz para el Silencio، حيث أبلغت عن العنف الجنسي ضد النساء في بلدها. وهي أيضًا عضوة في جمعية نساء شرق الكونغو للإعلام. وهي أيضًا من مؤسسي التحالف النسائي لتعزيز حقوق الإنسان. 
هي صحفية في راديو أوكابي، القناة الإذاعية الرسمية لبعثة الأمم المتحدة في جمهورية الكونغو الديمقراطية. معاركها ضد التعذيب والاغتصاب مستمرة، وبسبب عملها، تلقت عدة تهديدات بالقتل. 

## جوائزها
- جائزة Julio Anguita Parrado للصحافة الدولية (2009).[7]
- الجائزة الدولية لـ «امرأة العام» بقيمة 35 ألف يورو من المجلس الإقليمي لوادي أوستا (2012).[8][9]
- جائزة أميرة أستورياس للسلام 2014.[10]

## روابط خارجية
كادي أدزوبا يحارب الفظائع الجنسية في إفريقيا